# Амазилія-берил нікарагуанська
Амази́лія-берил нікарагуанська (Saucerottia hoffmanni) — вид серпокрильцеподібних птахів родини колібрієвих (Trochilidae). Мешкає в Центральній Америці. Раніше вважався підвидом колумбійської амазилії-берила, однак був визнаний окремим видом.

## Поширення і екологія
Нікарагуанські амазилії-берили поширені від західного Нікарагуа до центральної Коста-Рики. Вони живуть в сухих тропічних лісах, на узліссях і галявинах. Живляться нектаром квітів.